# Тальони, Алис
Алис Тальони (фр. Alice Taglioni; род. 26 июля 1976, Эрмон, Валь-д’Уаз, Иль-де-Франс, Франция) — французская актриса.

## Биография
Алис Тальони училась на пианистку, закончила Парижскую консерваторию (фр. Conservatoire Supérieur de Paris). Вскоре стала посещать актёрские курсы, начала играть в театре и эпизодические роли в кино.
Фильм «Ложь, измена и тому подобное…» (фр. Mensonges et trahisons et plus si affinités…) стал успешным началом в её актёрской карьере. После этого последовали роли в фильмах: «Кактус», где она сыграла вместе с Пьером Ришаром и Кловисом Корнийяком, затем у мэтра французской комедии Франсиса Вебера в фильме «Дублёр», где её партнёрами были Гад Элмале, Данни Бун и Даниэль Отёй.
Алис была подругой актёра Жослина Киврена, с которым познакомилась на съёмках фильма «Высшая школа» (фр. Grande École). За несколько месяцев до его гибели в автокатастрофе, 18 марта 2009 года, родился их сын Чарли.
От своей матери унаследовала страсть к джазу — училась в Академии Билла Эванса (фр. Bill Evans Piano Academy).

## Избранная фильмография
- 2003 — Сердца мужчин / Le Cœur des hommes
- 2004 — Ложь, измена и тому подобное… / Mensonges et trahisons et plus si affinités
- 2004 — Высшая школа / Grande école
- 2005 — Кактус / Le Cactus
- 2005 — Рыцари неба/ Les Chevaliers du ciel
- 2006 — Дублёр / La Doublure
- 2006 — Розовая пантера / The Pink Panther
- 2007 — Остров сокровищ
- 2008 — Отпетые мошенники / Ca$h
- 2010 — Добыча / La Proie
- 2012 — Париж-Манхэттен / Paris Manhattan
- 2012 — Зайтун / Zaytoun
- 2013 — Куки / Cookie
- 2014 — Кольт 45 / COLT 45
- 2014 — Красотки в Париже / Sous les jupes des filles
- 2014 — Прогулка по Бангкоку / On a marché sur Bangkok
- 2015 — Лучший урожай / Premiers crus
- 2016 — Пуэрториканцы в Париже / Puerto Ricans in Paris
- 2016 — Чинить живых / Réparer les vivants

## Премии и награды
В 1996 году выиграла титул «Мисс Корсика», но от участия в конкурсе «Мисс Франция» отказалась.